# Abaokoro
Abaokoro ist ein Ort mit einer Landfläche von 0,26 km² und ein gleichnamiges Motu im Osten des Tarawa-Atolls in den zum Inselstaat Kiribati gehörenden Gilbertinseln im Pazifischen Ozean. 2020 hatte der Ort 371 Einwohner.

## Geographie
Der Ort Abaokoro liegt auf dem nordöstlichen Arm des Atolls von Tarawa. Das Motu Abaokoro ist durch eine Brücke über einen schmalen Kanal mit Marenanuka im Süden verbunden. Im Norden bildet eine tief eingeschnittene Bucht die Grenze zu Notoue.

## Klima
Das Klima ist tropisch heiß, wird jedoch von ständig wehenden Winden gemäßigt. Ebenso wie die anderen Orte des Tarawa-Atolls wird Abaokoro gelegentlich von Zyklonen heimgesucht.